# Obsessed with You (canción de Central Cee)
«Obsessed with You» es una canción del rapero británico Central Cee. Se lanzó como sencillo el 10 de septiembre de 2021 y alcanzó el número 4 en el Reino Unido, el primer sencillo del segundo mixtape de Central Cee, 23. La canción samplea «Just for Me» de PinkPantheress.

## Gráficos

### Gráficos semanales
| Gráfico (2021–2022)                | Posición |
| ---------------------------------- | -------- |
| Australia (ARIA)                   | 30       |
| Francia (SNEP)                     | 45       |
| Irlanda (IRMA)                     | 16       |
| Países Bajos (Mega Single Top 100) | 56       |
| New Zealand Hot Singles (RMNZ)     | 3        |
| Portugal (AFP)                     | 105      |
| Suecia (Sverigetopplistan)         | 70       |
| Suiza (Schweizer Hitparade)        | 65       |
| Reino Unido (UK Singles Chart)     | 4        |
| Reino Unido (UK Indie Chart)       | 1        |
| Reino Unido (UK R&B Chart)         | 1        |

### Gráficos de fin de año
| Lista (2021)     | Posición |
| ---------------- | -------- |
| UK Singles (OCC) | 87       |